# Plocaederus inconstans
Plocaederus inconstans är en skalbaggsart som först beskrevs av Pierre Émile Gounelle 1913.  Plocaederus inconstans ingår i släktet Plocaederus och familjen långhorningar.
Artens utbredningsområde är Uruguay. Inga underarter finns listade i Catalogue of Life.